# Balotești (okręg Mehedinți)
Balotești – wieś w Rumunii, w okręgu Mehedinți, w gminie Izvoru Bârzii. W 2011 roku liczyła 440 mieszkańców.